# 中指角
中指角（英語：Cape Nakayubi），是南極洲的海岬，位於毛德皇后地的哈拉爾王子海岸，處於朗霍夫德山西部，根據日本探險隊的測量和拍攝的空中照片繪入地圖，現時由南極條約體系管理。

## 外部連結
- 本条目引用的公有领域材料来自美国地质调查局的文档 《中指角》 （資料來自地名信息系统）。

69°14′S 39°39′E / 69.233°S 39.650°E